# イラン・コントラ事件

ホワイトハウス内で記者会見を行うロナルド・レーガン大統領（中）

イラン・コントラ事件（イラン・コントラじけん、Iran-Contra Affair）は、アメリカ合衆国のロナルド・レーガン政権が、レバノンでシーア派テロリスト集団に捕らえられているアメリカ人の解放を目的としてイランと裏取引をした上に、アメリカ国家安全保障会議から同国へ武器を売却し、さらにその代金をニカラグアの反共右派ゲリラ「コントラ」の援助に流用していた事件。1986年に発覚するや、アメリカ国内のみならず世界を巻き込む政治的スキャンダルに発展した。イランゲート(Irangate)といわれた。

## 概略

### イランとの裏取引

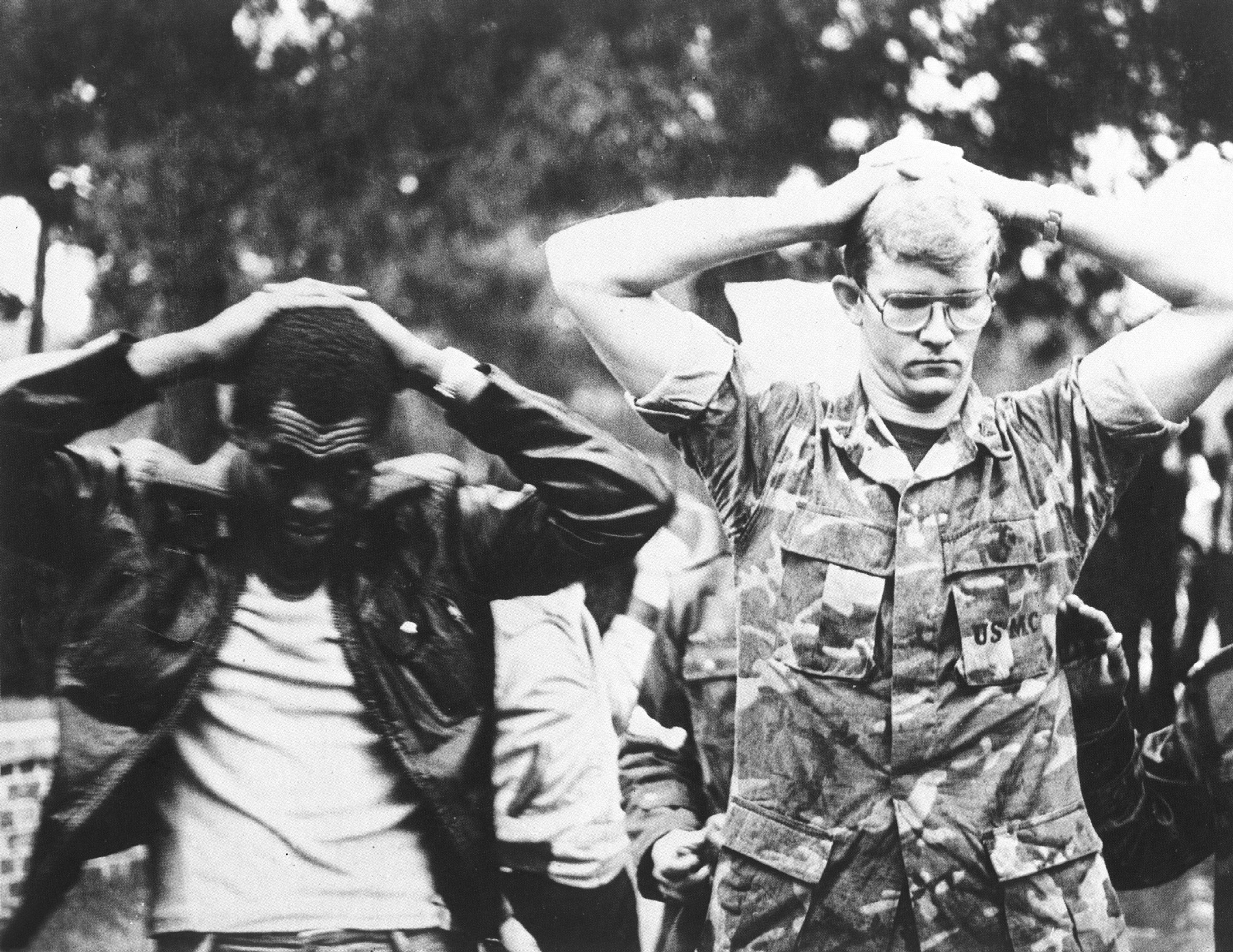
イランアメリカ大使館人質事件

1985年8月に、アメリカ軍の兵士らがレバノン（内戦中）での活動中、イスラム教シーア派系過激派であるヒズボラに拘束され、人質となってしまった。
人質を救出する為、共和党のロナルド・レーガン政権率いるアメリカ政府は、ヒズボラの後ろ盾であるイランと非公式ルートで接触し、イラン・イラク戦争でイラクと戦っていたものの劣勢であったイランに対し、極秘裏に武器を輸出する事を約束した。この様な状況下でのイランへの武器の輸出の提案は、ヒズボラおよび西欧諸国での爆弾テロを支援したグループに対する影響力を持つイランの歓心を買った。
しかし当時のアメリカは、イラン革命後の1979年に発生したイランアメリカ大使館人質事件によりイランとの国交を断絶しており、当然のことながらイランに対する武器輸出を公式に禁じていた上に、政治家や官僚、軍人による同国政府との公式な交渉も禁じられていた。さらにイランの敵国であるイラクとアメリカは国交があり、このことが明るみに出た場合アメリカとイラクとの外交上の問題となることは必至であった。

### 資金の流用
ロナルド・レーガン大統領直々の承認を受けて極秘裏にイランに対して武器を輸出したばかりか、国家安全保障担当補佐官のジョン・ポインデクスターと、国家安全保障会議軍政部次長でアメリカ海兵隊のオリバー・ノース中佐らが、イランに武器を売却したことで得た収益を、左傾化が進むニカラグアで反政府戦争（コントラ戦争）を行う反共右派ゲリラ「コントラ」に与えていた。
「アメリカの裏庭」とも揶揄される中南米にあるニカラグアは、1979年のサンディニスタ革命により、40年以上続いた親米のソモサ王朝独裁政権が崩壊し、キューバおよびソ連に支援され、社会主義寄りのサンディニスタ民族解放戦線（FSLN）政権が統治しており、中南米の赤化を警戒し、冷戦を戦い抜こうとするアメリカにとっては看過出来ないことであった。
しかし、イランへの武器輸出と、反共ゲリラへの資金流用というそれぞれの行為は、本来なら必要である議会の了解を取っていなかったばかりか、当時民主党が多数を占めた議会の議決に完全に反していた。
また、この時、アメリカのイランとコントラの双方の交渉窓口は、ロナルド・レーガン政権において副大統領だったジョージ・H・W・ブッシュ（後の大統領）であったとされ、このブッシュの関与が、後の民主党政権下の連邦議会における公聴会で取りあげられたが、その真相はいまもってうやむやである。

### ノース中佐

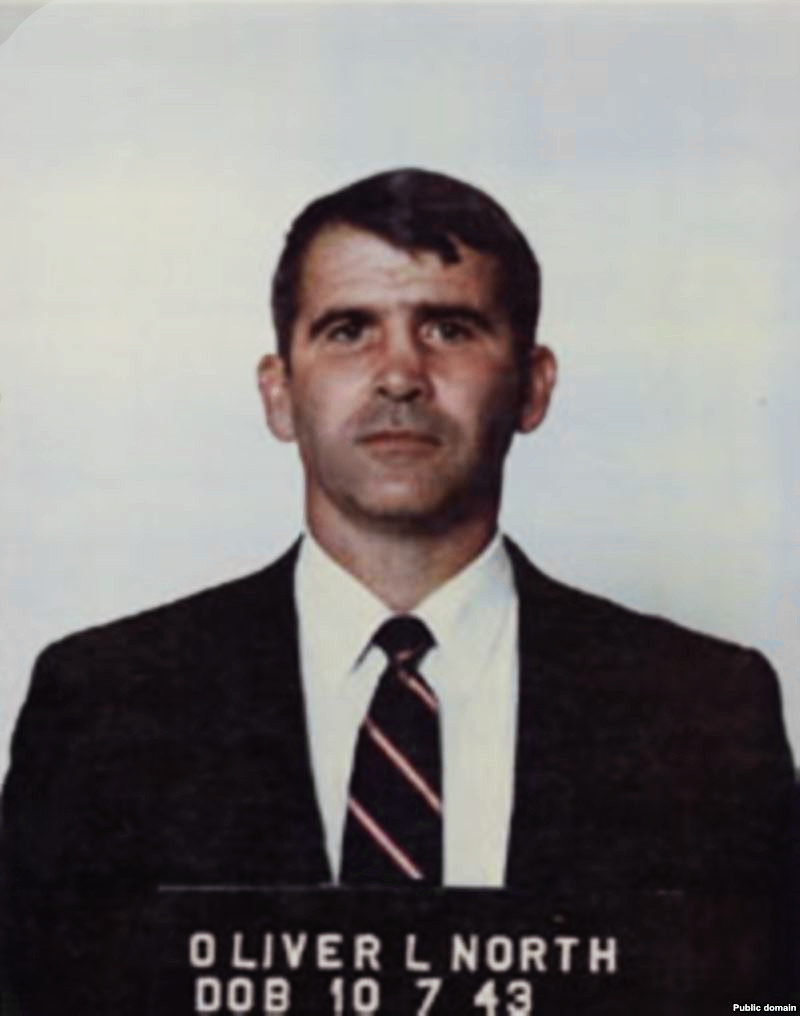
オリバー・ノース中佐

この2つの行為が明らかになった後、オリバー・ノース中佐は、全米にテレビ中継された、連邦議会での公聴会における証言によって著名になった。同事件においてノース中佐は、武器ブローカーを通してイランへ武器を密輸する計画の責任者を務め、そこで得られた資金でニカラグアの反政府組織コントラへ資金援助の道筋を付けた。ノース中佐はまた、コントラを援助する目的に用いられた秘密のネットワークの設置にも関与していた。
1986年11月、ノース中佐はレーガン大統領直属となり、1987年にイラン・コントラ事件を調査するために設定された両院協議会のテレビ公聴会に先立って証言のために召喚された。聴聞の間、ノース中佐は自分が議会に対し虚偽の証言をしたことを認め、このことによって後に告訴されることになった。
ノース中佐は、「自分が『自由の戦士』と見なしたコントラを援助する目的が正しいものであることを信じている」と述べることで自身の行為を弁護した。そして非合法のイラン・コントラ計画を「素晴らしいアイデア」であると自分は考えていると述べた。

### 裁判結果

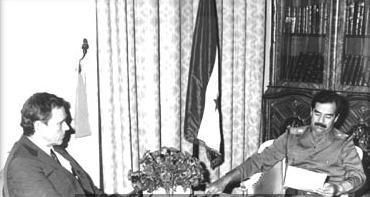
イラクのサッダーム・フセイン大統領に事件の説明を行うリチャード・マーフィー国務次官補（1986年）

1988年にノース中佐は「国家安全保障会議（NSC）」に所属していたときの活動に関係して法廷に立った。ノース中佐は16の重罪で告訴され、1986年5月4日の判決で、収賄、聴聞議会の妨害の支援および幇助、（ノース中佐の命令で秘書のファウン・ホールが行った）書類の破棄の3つの罪状で有罪を宣告された。そして1989年11月5日、ゲートハルト・A・ゲゼル連邦地方裁判所判事によって執行猶予3年、保護観察2年、罰金15万ドル、1,200時間の社会奉仕活動の刑を宣告された。
しかしながら1990年7月20日、3人の判事からなる上訴審査委員会は、上告審においてノース中佐への有罪判決を覆した。ノースが以前行った公開の場での証言によって、公正な裁判を受けるノースの権利が侵害された可能性があるとの理由だった。連邦最高裁はこの訴訟の再審理を却下した。
ゲゼル判事は1991年9月16日、独立検察官の動議による免責問題する公聴会の審議を経て罰金の判決を棄却した。本来、ノース中佐には議会証言に対して限定的免責を与えられており、この宣誓証言は審議における証言に影響を与えたと見なされたので有罪判決は覆されたのであった。

## イスラエルの活動

### イランへの支援
この頃のイスラエルは、アメリカによる極秘裏の支援が開始される以前からイランを支援し、武器を密輸出していた。イラン革命の直後にイラクに攻撃されたイランは、国際的には敗北必至と判断され、実際に戦死者はイラクをはるかに上回っていた。
革命後のイランは「反イスラエル・反シオニズム」が国是であったが、戦争敗北の恐れから、イスラエルからの武器援助を快諾した。戦争時、イランの武器輸入総額は半分がイスラエルからのものであった。そのイスラエルが販売する武器は、友好国であるアメリカや西欧諸国の軍が使用する数多の最新兵器であった。
アメリカ政府はこれに目をつけ、人質解放のために、身代金としてアメリカの武器をイランへ輸出するように要請した。これは、イランとの武器貿易を公式にしたいイスラエルにとって望むところであり、アメリカはイスラエルによるイランへの武器輸出を承認し、密貿易は公式な間接貿易となった。これによって人質の一部が解放されたが、その頃からイスラエルはアメリカの代理人としてイランへ武器を輸出することを渋るようになった。そのため、アメリカ政府は直接、イランに対して武器を密輸出するようになったが、これが発覚してスキャンダルになってしまった。

### コントラへの支援
一方、ニカラグアの「コントラ」に対しても、元々は左傾化が進む中南米で、ニカラグアをはじめとする複数国で右派ゲリラを積極的に支援していたイスラエルが単独で支援していた。アメリカも1970年代前半は反共ゲリラを公式に支援していたが、民主党左派であるジミー・カーター大統領によってその支援は非合法化された。そののちアメリカは、イスラエルを介して間接的に援助するようになり、イスラエルは数重にわたってアメリカの代理人となって、反共ゲリラに対してアメリカの最新兵器を輸出していた。
レーガン政権はイスラエルの外交を利用してイランとニカラグア双方と接触したものの、暴露されてしまった。イスラエルは暴露の前に、アメリカとのこの様な取引を清算しようとしており、スキャンダルによって攻撃されることは免れた。その後のイランの政治状況の変化を受けて、一転してイスラエルは反イランの姿勢を強めている。